# 青斑叉鼻魨
青斑叉鼻魨（学名：Arothron caeruleopunctatus），又名藍點叉鼻魨、氣規、規仔，为輻鰭魚綱魨形目四齒魨亞目四齒魨科叉鼻魨屬下的一个种，為熱帶海水魚，分布於印度西太平洋區，從留尼旺至巴布亞紐幾內亞，北至日本海域，棲息深度2-50公尺，體長可達80公分，棲息在珊瑚礁，生活習性不明，可作為觀賞魚。

## 扩展阅读
- 維基物種上的相關：青斑叉鼻魨